# نيسر اغيرا (تڭموت)
نيسر اغيرا هي إحدى مشيخات المملكة المغربية، تتبع جغرافيا لإقليم طاطا وإداريًا لتڭموت. يقدر عدد سكانها بـ 1696 نسمة حسب الإحصاء الرسمي للسكان والسكنى لسنة 2004.